# Nesselsdorf Präsident
Nesselsdorf Präsident (укр. Нессельсдорф Президент) — перший автомобіль компанії  «Нессельсдорфська вагонобудівна фабрика» у Нессельсдорфі (тепер Копрівніце, Моравія, Чехія), що розроблявся з 1897 р. і був презентований 1898-го року. Перший автомобіль, зібраний на теренах Чехії, Австро-Угорської імперії, один з перших автомобілів світу.

## Конструкція
Розробляти конструкцію автомобіля розпочав Леопольд Світак (1897/98) на основі авто компанії Benz & Cie. Значний внесок у будівництво автомобіля вніс барон Теодор фон Лібіг, якому завдяки особистому знайомству з Карлом Бенцом вдалось отримати його двигун. Крім того, Карл Бенц вніс декілька поліпшень у конструкцію в ході будівництва. До виготовлення автомобіля серед декількох інженерів залучили молодого Ганса Ледвінку. Передні колеса вперше було захищено бампером.

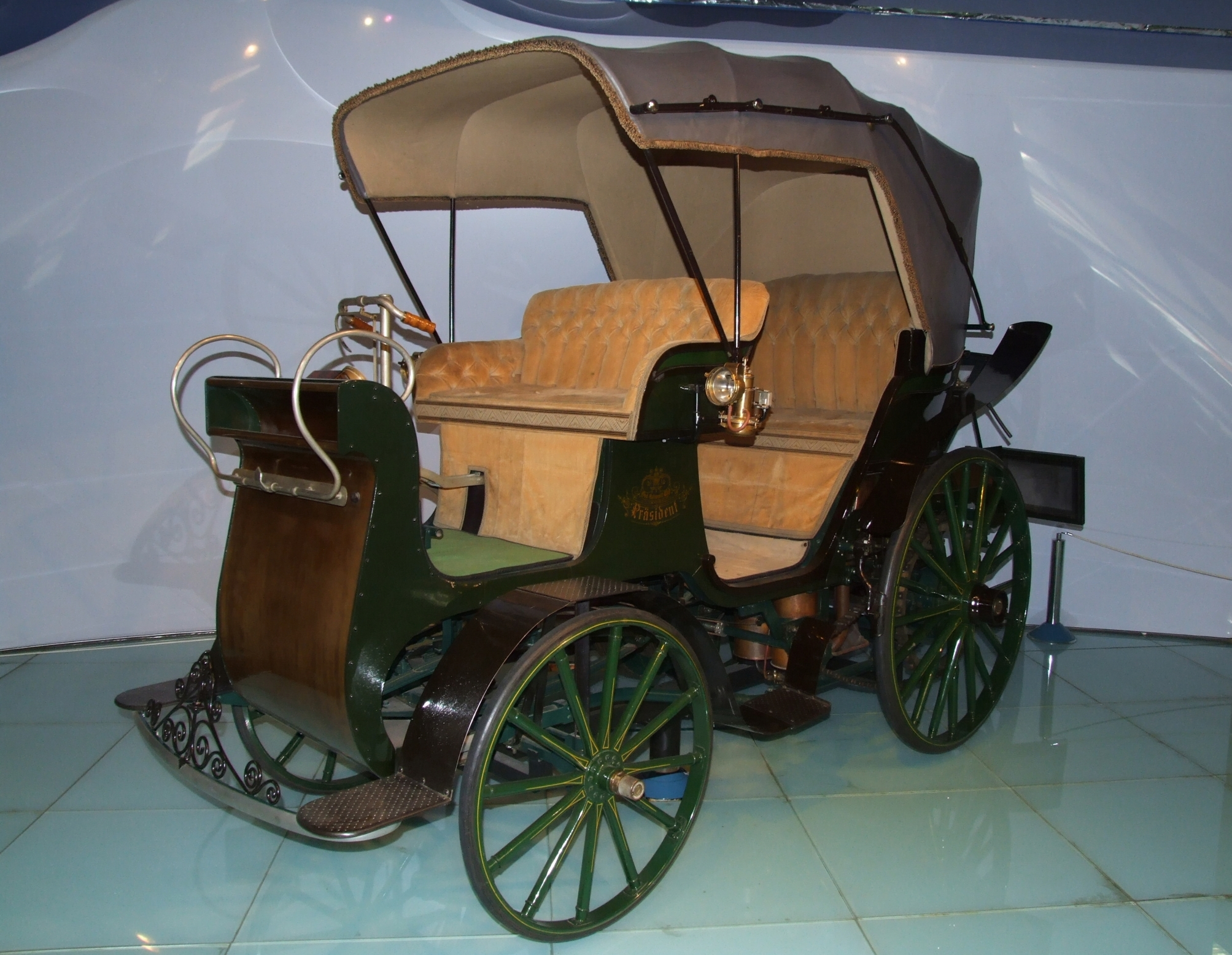
Репліка автомобіля Nesselsdorf Präsident

У задній частині корпусу встановили 2-циліндровий опозитний мотор компанії Benz & Cie. з Мангайму. Його робочий об'єм становив 2750 см³ при потужності 5 к.с. Система запалювання діяла від магнето системи Bosch. Для змащування рухомих частин двигуна і трансмісії встановили централізовану систему. Мотор отримав водяну систему охолодження. За сидінням була розміщена подвійна труба конденсації, звідки конденсат подавався у дві ємності й повертався до мотора. Обертовий рух з мотора передавався двома перехрещеними ременями на вал, звідки ланцюговий привід приводив у рух задні колеса. Привід керувався важелем з колонки керма. У середній позиції обертовий момент не передавався. При нахилянні вперед автомобіль рухався у відповідному напрямку, при нахилянні назад здійснювався задній хід. Авто розвивало швидкість до 30 км/год.
Автомашина отримала два типи гальм — справа кузова розміщувався важіль ручного гальма з фрикційним приводом на проміжний вал, що отримав диференціал. З педалі зусилля передавалось на гальма задніх коліс.
Голова правління компанії «Нессельсдорфська вагонобудівна фабрика» Гуґо Фішер фон Реслерштамм і пасажири 21/22 травня перевезли автомашину з Нессельсдорфа до Відня на Першу автомобільну виставку до 50-річчя коронації цісаря Франца Йосифа I. За 24,5 години (їзда 14,5 годин) вони проїхали 328 км з середньою швидкістю 22,62 км/год. Після завершення виставки єдиний екземпляр автомобіля передали Австрійському автомобільному клубові, заснованому бароном Теодором фон Лібігом, а з 1919 до Технічного музею Праги.
На основі єдиного екземпляра Nesselsdorf Präsident було розроблено моделі Meteor, Nesselsdorf, Wien, Bergsteiger, Versucher, Adhof, Spitzbub, Balder, Metrans.